# Saison 1982-1983 du Football Club auscitain
La saison 1982-1983 du Football Club auscitain est celle du retour en groupe A après une saison en groupe B.
Dernier de sa poule, Auch redescend.
L'équipe évolue cette saison sous les ordres de l’entraîneur Marceau Ambal.
Jacques Fouroux remporte le tournoi avec l’équipe de France.

## Les matchs de la saison
Auch termine dernier de sa poule avec 24 points soit 3 victoires et 15 défaites et redescend en groupe B.
Auch termine 39e national sur les 40 engagés.

### À domicile
- Auch-Bayonne 18-23 : Auch passe prêt de l’exploit devant les vice-champion de France grâce à la vaillance de son pack.
- Auch-Béziers 9-18
- Auch-Biarritz 16-14 : la vaillance du pack gersois met en péril le BO de Serge Blanco.
- Auch-Lourdes 9-22
- Auch-La Voulte 25-12 : belle victoire contre les Ardéchois des frères Gilles et Didier Camberabero.
- Auch-Mont de Marsan 15-19 : Auch est contré devant par les hommes de Jean-Bernard Duplantier.
- Auch-Montauban 7-15
- Auch-Toulon 31-6 : très  belle performance contre les Varois de Jérome Gallion qui perdront ici leur dernière chance de se qualifier pour les seizièmes de finale.
- Auch-Toulouse 10-17[2]

### À l’extérieur
- Bayonne-Auch 36-0 : festival des lignes arrières basques dans une rencontre où le club n’a pas envoyé ses meilleurs éléments.
- Béziers-Auch 36-3
- Biarritz-Auch 12-6
- Lourdes-Auch 13-9
- La Voulte-Auch 26-6
- Mont de Marsan-Auch 15-0
- Montauban-Auch 33-16
- Toulon-Auch 49-3
- Toulouse-Auch 16-6

## Classement des 4 poules de 10
Les équipes sont listées dans leur ordre de classement à l'issue de la phase qualificative. Les noms en gras indiquent les équipes qui sont qualifiées directement pour les 8e de finale.
| 1. RRC Nice 2. RC Narbonne 3. SU Agen 4. SC Angoulême 5. FC Oloron 6. SC Tulle 7. Boucau stade 8. US Carcassonne 9. RC Nîmes 10. Racing club de France                             | 1. AS Béziers 2. US Montauban 3. Aviron bayonnais 4. Stade toulousain 5. RC Toulon 6. FC Lourdes 7. Biarritz olympique 8. La Voulte sportif 9. Stade montois 10. FC Auch |
| 1. FC Grenoble 2. Stadoceste tarbais 3. Stade aurillacois 4. AS Montferrand 5. CA Bègles 6. Tyrosse RCS 7. Castres olympique 8. Stade rochelais 9. CS Bourgoin-Jallieu 10. SC Albi | 1. Section paloise 2. SC Graulhet 3. USA Perpignan 4. Stade bagnérais 5. US Dax 6. US bressane 7. US Romans 8. CA Brive 9. Avenir aturin 10. Valence sportif             |

## Effectif
- Arrière : Vincent Romulus
- Ailiers : François Alguerola, Philippe Balech, Patrick Franch, Philippe Lombardo
- Centres : Gilles Boué, Bernard Dall’Ava, Patrick Lafferrere, Arnaud Lerregain, Alain Prola
- Ouvreurs : William Marty
- Demis de mêlées: Christian Martinez
- Troisièmes lignes centre : Patrick Salle-canne[3]
- Troisièmes lignes aile : Jean-Pierre Dorique, Henri Nart, Claude Sénac
- Deuxièmes lignes : Gilles Coumes, Aimé Ravier
- Talonneurs : Guy Sdrigotti
- Piliers : Bernard Cantarutti, Christian Pelissier, Christian Sciolla